# Коннор Джессап
Коннор Вільям Джессап (англ. Connor William Jessup) — канадський актор, письменник і режисер. Він відомий своїми ролями Бена Мейсона в науково-фантастичному телесеріалі TNT «Коли падають небеса» (2011—2015), Тейлора Блейна та Кой Хенсона в серіалі ABC «Американський злочинець» (2016—2017) і Тайлера Локка в серіалі Netflix «Ключі Локків» (з 2020 року).

## Кар'єра

### Акторська
Джессап почав зніматися з 11 років. Після різних дитячих робіт, включаючи роль у сценічній адаптації «Чоловічий стриптиз», Коннор отримав головну роль у дитячому телесеріалі The Saddle Club. Він був виконавчим продюсером фільму Емі Джордж, який показали на Міжнародному кінофестивалі в Торонто 2011 року.

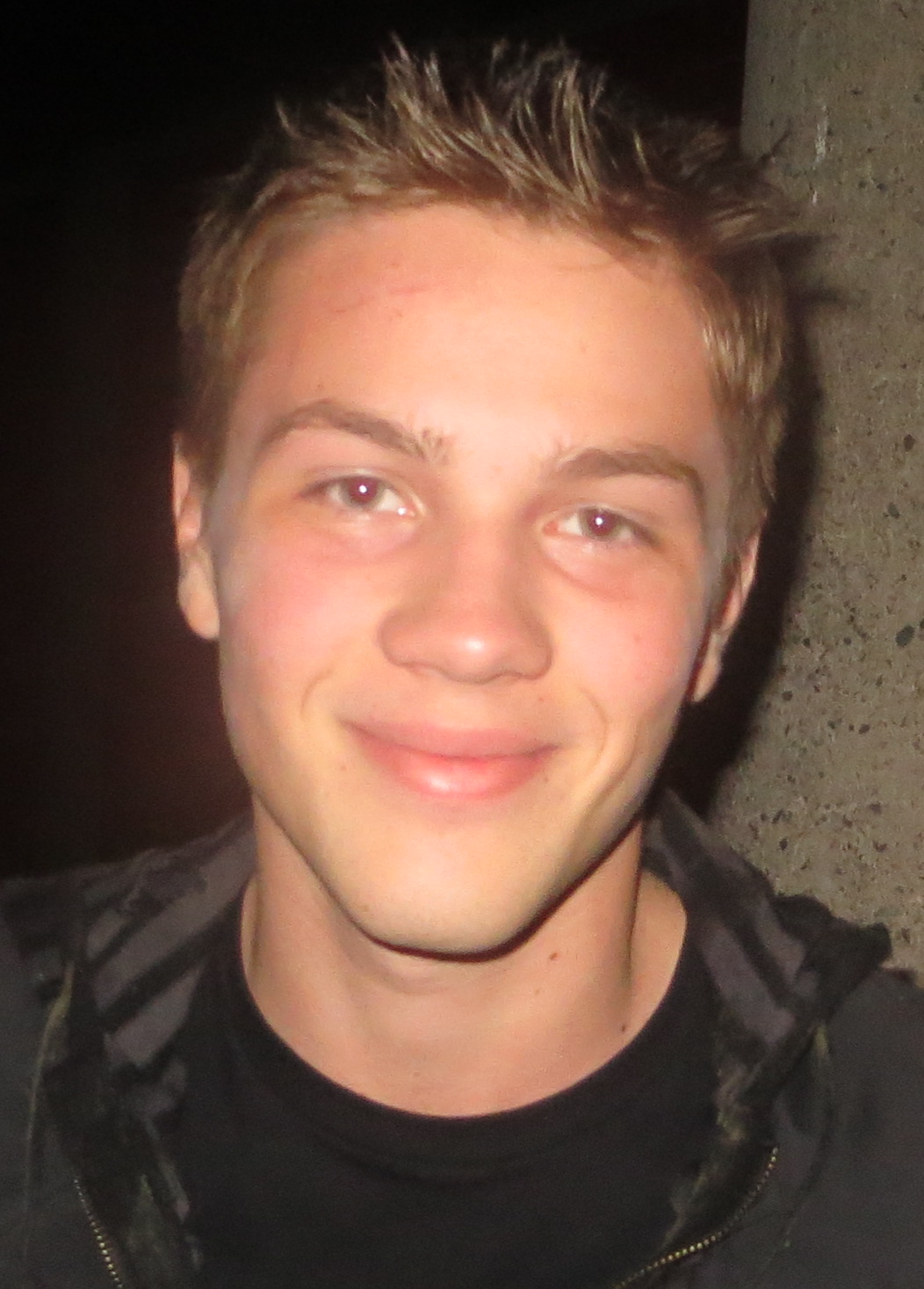
Джессап на зйомках фільму " Падаючі небеса " у 2013 році

У 2012 році Джессап знявся в канадському незалежному фільмі «Чорний дрозд», в якому він зіграв проблемного підлітка, якого помилково звинуватили в плануванні шкільної зйомки . Гра Джессапа отримала позитивні відгуки, і фільм отримав різні нагороди, включаючи нагороду за найкращий перший повнометражний фільм Канади на Міжнародному кінофестивалі в Торонто 2012 року . Фільм отримав три нагороди на Атлантичному кінофестивалі та отримав нагороду Міжнародного кінофестивалю у Ванкувері за найкращий канадський повнометражний фільм. Його також показали на Каннському кінофестивалі .
У 2016 році Джессап знявся в серіалі ABC «Американський злочин», який отримав премію «Еммі», за роль Тейлора Блейна. Його гра була високо оцінена критиками. У третьому сезоні він повернувся в ролі Кой Хенсона.

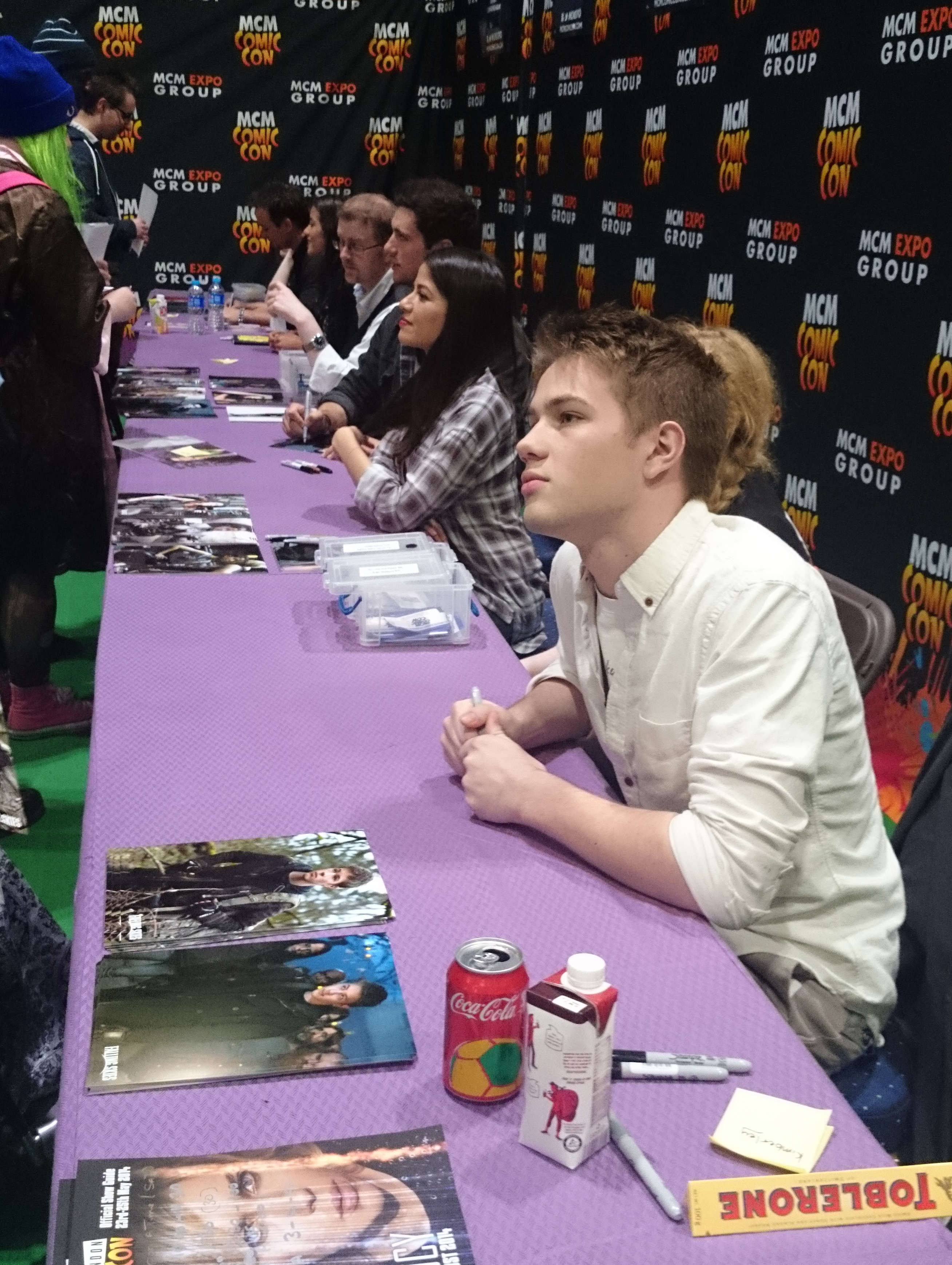
Джессап на лондонському Comic Con в 2014 році

### Режисерування
Джессап у численних інтерв'ю заявляв, що він має намір працювати в кіноіндустрії, крім акторської майстерності, як режисер. В інтерв'ю Toronto Star Джессап сказав, що режисура «це там, де зараз мій розум і серце». У 2014 році Джессап знявся у короткометражному фільмі «Фрагменти», а в 2015 році на Міжнародному кінофестивалі в Торонто в 2015 році відбулася прем'єра короткометражного фільму Джессапа «Хлопчик», який він написав і зняв за фінансової підтримки bravoFACT.
У 2019 році він продюсував загальний фільм 30/30 Vision: 3 Decades of Strand Releasing, до якого увійшли короткометражні фільми Айри Сакс, Кетрін Брейлат, Сінді Шерман, Атіни Рейчел Цангарі, Бреді Корбета, Ріті Пана, Лулу Ван та інших. Він включив у програму власний фільм «Нічний політ», натхненний книгою Антуана де Сент-Екзюпері.

## Особисте життя
Джессап — ґей. Про це він повідомив в своєму Instagram у червні 2019 року

## Фільмографія

### Фільми
| Рік  | Назва                               | Роль              | Тип                               |
| ---- | ----------------------------------- | ----------------- | --------------------------------- |
| 2012 | Дрозд                               | Шон Рендалл       |                                   |
| 2014 | Катання на ковзанах до Нью-Йорка    | Кейсі Демас       |                                   |
| 2014 | Маленькі труни                      | Н/Д               | Короткий фільм; сценарист/режисер |
| 2014 | Фрагменти                           | Алекс             | Короткий фільм                    |
| 2015 | Хлопчик                             | Н/Д               | Короткий фільм; сценарист/режисер |
| 2015 | Божевільний дім                     | Беккет            | Короткий фільм                    |
| 2015 | Шафа Монстр                         | Оскар Божевільний |                                   |
| 2017 | Ліс Ліри                            | Н/Д               | Короткий фільм; сценарист/режисер |
| 2018 | AW Портрет Апічатпонга Вірасетакула | Директор          | Документальний фільм              |
| 2019 | Дивно, але правда                   | Ронні             |                                   |
| 2019 | Зникнення в Кліфтон-Хіллі           |                   |                                   |
| 2019 | Біла брехня                         | Оуен              |                                   |
| 2019 | Нічний політ                        | Н/Д               | Короткий фільм; сценарист/режисер |

### Серіали
| Рік         | Назва                      | Роль                       | Примітки |
| ----------- | -------------------------- | -------------------------- | --- |
| 2007        | Телевізійне шоу Джона Дора | Малюк, який кидає биту № 3 | Епізод: «Джон злякався» |
| 2008–2009   | Клуб Сідло                 | Саймон Атертон             | Головна роль (3 серія) |
| 2011        | король                     | Бен Мозер                  | Епізод: «Елені Демаріс» |
| 2011–2015   | Падіння неба               | Бен Мейсон                 | Головна роль Номінація — премія «Сатурн» за найкращу роль молодшого актора в телевізійному серіалі Номінація — Премія «Молодий артист» за найкращу молодшу чоловічу роль другого плану в телевізійному серіалі |
| 2016        | Американський злочин       | Тейлор Блейн               | Головна роль (2 сезон) |
| 2017        | Американський злочин       | Кой Хенсон                 | 4 епізоди (3 сезон) |
| 2020 — 2022 | Ключі Локків               | Тайлер Локк                | Головна роль |
| 2021        | Драг-рейс Канади           | Себе                       | Гость, епізод « Гра в ривок» |